# Max Metzker
Maxwell Metzker, detto Max (Johannesburg, 8 marzo 1960), è un ex nuotatore australiano.
Specializzato nello stile libero, ha vinto la medaglia di bronzo nei 1500 m sl alle olimpiadi di Mosca 1980.

## Palmarès
- Olimpiadi
  - Mosca 1980: bronzo nei 1500 m sl.